# 中国医学科学院药用植物研究所

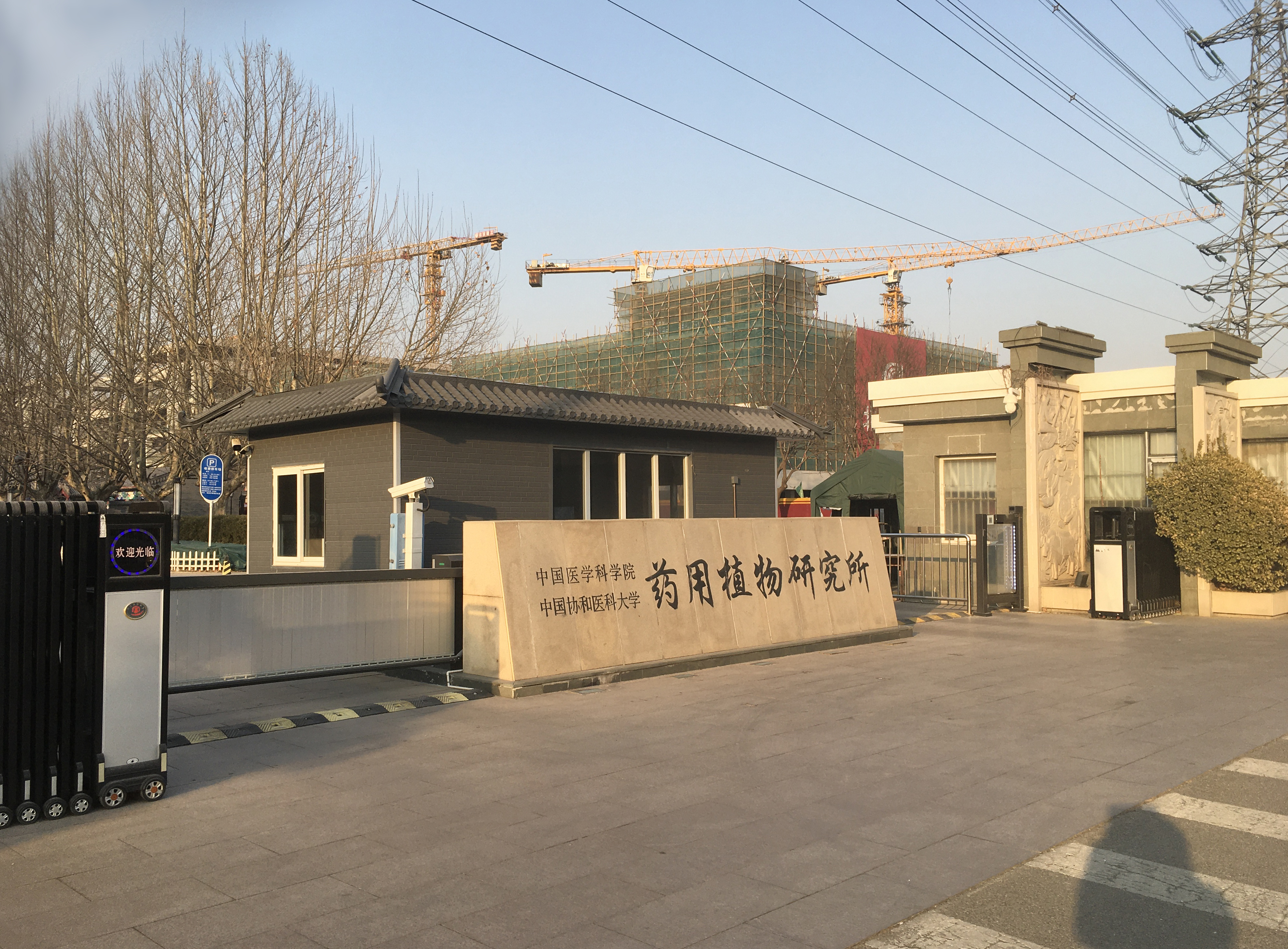
藥用植物研究所北京校區

中国医学科学院药用植物研究所（简称“药植所”）是中华人民共和国从事药用植物资源保护和开发利用的研究机构，隶属于中国医学科学院，建於1983年8月，总所设在北京市海淀区马连洼北路151号，分所分布於云南、海南、广西、新疆、重庆、贵州、湖北等地，以及擁有及丽水、辽阳兩個研究中心。主要負責研究中药、药用植物，是世界卫生组织传统医学研究合作中心。原名中国医学科学院药用植物资源开发研究所。
药用植物研究所院内设有药用植物园，院内东侧于2024年建成北京协和医学院北区。